# Олексій (Молчанов)
Алексій Молчанов (в миру Олексій Молчанов, 5 жовтня 1853 Сарапульський повіт, Вятська губернія — 20 травня 1914, Грузія) — єпископ Відомства православного віросповідання Російської імперії, духовний письменник, проповідник, автор статей з богословських питань. Відомий також тим, що припинив справу за обвинуваченням Григорія Распутіна в хлистовстві.

## Біографія
Народився в селі Люк, Зав'яловського району Удмуртії (за іншими відомостями — с. Кільмезь Сарапульского повіту Вятської губернії) в багатодітній родині диякона. Навчався в Глазовському духовному училищі, а потім у Вятській духовній семінарії, яку закінчив у 1876 році в числі кращих студентів.
У 1876–1883 роках працював учителем початкової земської школи, служив дяком в одному з храмів Вятської єпархії, завідувачем сільським Кукарським земським училищем.
У 1883 році одружився, але зміг поступити до Казанської духовної академії (КазДА). 21 листопада того ж року був висвячений на диякона в академічній церкві КазДА, а 22 жовтня 1885 року — у священика.
У 1887 році закінчив академію в числі найвидніших студентів. Написав дисертацію на тему «Св. Кипріян Карфагенський і його вчення про Церкву», за яку був удостоєний 19 травня 1888 року Радою академії ступеня магістра богослів'я.
З 1 вересня 1887 року — законовчитель 3-ї Казанської чоловічої гімназії. З 9 листопада 1890 року — законовчитель училища глухонімих дітей. З 12 серпня 1892 року — законовчитель Маріїнської жіночої гімназії, а з 1 січня 1895 року — 1-ї чоловічої гімназії.
У 1897 році втратив дружину, залишившись з малолітнім сином Леонідом.
4 вересня 1899 року в хресній церкві Вознесіння Господнього при заміському архієрейському будинку архієпископом Казанським Арсенієм Брянцевим був пострижений в чернецтво, а на третій день зведений в сан архімандрита і призначений ректором до Казанської духовної семінарії. У тому ж місяці був призначений єпархіальним цензором, а 20 липня 1900 рік а став ректором Казанської духовної академії. 9 вересня того ж року був хіротонізований в єпископа Чистопільського, 1-го вікарія Казанської єпархії.
В 1905 році був обраний почесним членом Казанської духовної академії. 26 березня того ж року отримав самостійну кафедру, ставши єпископом Таврійським і Сімферопольським.
Після видання маніфесту 17 жовтня застерігав, щоб даровані свободи не спричинили «свободу від совісті».
5 листопада 1910 року був призначений єпископом Псковським і Порховським, проте 17 квітня 1912 року був переведений в Тобольськ єпископом Тобольским і Сибірським, причиною чого було назване виявлення у Воронцовському Благовіщенському монастирі секти іоанітів.
Пребуваючи на Тобольській кафедрі, трудився, подібно до своїх попередників, для прославлення святителя Іоана Максимовича (Тобольського), а також особисто взявся за справу з обвинувачення Григорія Распутіна у хлистовстві: вивчив матеріали, зажадав відомості від причту церкви села Покровське, неодноразово розмовляв з самим Распутіним. За результатами цього нового розслідування був підготовлений і 29 листопада 1912 року затверджений висновок Тобольської духовної консисторії, розісланий багатьом високопоставленим особам і деяким депутатам Державної думи.
4 жовтня 1913 року владика Алексій був призначений «архієпископом Карталинським і Кахетинським зі званням члена Святійшого Синоду і Екзарха Грузії». Однак займати Грузинську кафедру новому архієрею довго не довелося. На життя архієпископа Алексія в Грузії двічі робилися замахи. Через півроку після свого призначення, 20 травня 1914 року, архієпископ, що страждав в останні роки життя хворобою нирок і горловими сухотами, помер.
Після смерті його труну по річках Волга-Кама-Вятка було доставлено на його батьківщину в село Кільмезь, де єпископа було поховано в склепі Троїцької церкви. Відспівування здійснив єпископ Єреванський Пімен Пегов.
Його поховання існувало до середини 1950-х років, і шанувалося місцевими жителями. У роки хрущовських церковних гонінь Троїцький храм був закритий і перебудований в клуб. В результаті чого поховання Алексія Молчанова було втрачене. Зараз Троїцький храм знову повернуто церкві.